# Stephostethus
Stephostethus is een geslacht van kevers uit de familie schimmelkevers (Latridiidae).

## Soorten
- S. altaicus (Reitter, 1902)
- S. alternans (Mannerheim, 1844)
- S. angusticollis (Gyllenhaal, 1827)
- S. armatulus (Fall, 1899)
- S. arunus Sen Gupta, T, 1983
- S. attenuatus (Mannerheim, 1844)
- S. barunus Sen Gupta, T, 1983
- S. belonianus (Reitter, 1889)
- S. bilobatus Walkley, 1952
- S. breviclavus Fall, 1899
- S. carinatus Sen Gupta, T, 1976
- S. caucasicus (Mannerheim, 1844)
- S. cinnamopterus (Mannerheim, 1853)
- S. costicollis (Le Conte, 1855)
- S. curtulus (Mannerheim, 1853)
- S. chinensis (Reitter, 1877)
- S. indicus (Motschulsky, 1866)
- S. kashmirensis Sen Gupta, T, 1983
- S. lardarius (De Geer, 1775)

- S. liratus (Le Conte, 1863)
- S. malabicus Sen Gupta, T, 1983
- S. malibicus Sen Gupta, 1983
- S. malinicus Sen Gupta, T, 1983
- S. minaticus Sen Gupta, T, 1983
- S. montanus Fall, 1899
- S. muticus Sharp, 1902
- S. nepalensis Sen Gupta, T, 1983
- S. nigratus Sen Gupta, T, 1976
- S. pandellei (Brisout, 1863)
- S. paradoxus Sen Gupta, T, 1976
- S. productus (Rosenhauer, 1856)
- S. renukae Sen Gupta, T, 1983
- S. rufifrons Broun, 1914
- S. rugicollis (Olivier, 1790)
- S. rybinskii (Reitter, 1894)
- S. setosus Ruecker, 2004
- S. tarunus Sen Gupta, T, 1983
- S. variolosus (Mannerheim, 1844)